# Corner Office
Corner Office ist eine schwarze Komödie des dänischen Regisseurs Joachim Back. 
Der Film basiert auf dem Roman Das Zimmer (Originaltitel: Rummet) des schwedischen Autors Jonas Karlsson.
Die Komödie feierte im Juni 2022 auf dem Tribeca Film Festival Premiere. Am 4. August 2023 erschien Corner Office im Kino und per Video-on-Demand.

## Handlung
Orson tritt seine neue Arbeitsstelle in der behördenhaft anmutenden Verwaltung des undurchschaubaren Konzernriesen "Authority Inc." an. Dort fällt es ihm schwer, mit seinem rätselhaften Schreibtischkollegen Rakesh oder den anderen Kollegen Kontakt aufzunehmen. Seine Entfremdung vertieft sich, als er einen Raum entdeckt, von dem ihm gesagt wurde, er existiere nicht. Ein Ort, der sein wahres Potenzial freisetzt und ihn auf der Karriereleiter nach oben bringt. Gestärkt durch sein neu gewonnenes Selbstvertrauen lädt Orson eine Empfangsdame in sein Refugium ein, was zu einem dramatischen Zusammenstoß zwischen der harten Realität der Unternehmenswelt und seinen eigenen wilden Fantasien führt.

## Produktion
Die Dreharbeiten fanden von Februar bis März 2021 in British Columbia, dort unter anderem in Vancouver, statt.